# Volkan Pala
Volkan Pala (* 24. Februar 1997 in Istanbul) ist ein türkischer Fußballspieler.

## Karriere
Volkan Pala kam mit 10 Jahren in die Jugend von Galatasaray Istanbul. Zur Saison 2015/16 wurde Pala in die 1. Mannschaft berufen und gab sein Debüt in der Profimannschaft im Pokalspiel gegen Karşıyaka SK am 12. Januar 2016. Das erste Ligaspiel folgte am 2. April 2016 gegen Eskişehirspor. Der Stürmer wurde in der 78. Spielminute für Bilal Kısa eingewechselt.
Für die Spielzeiten 2016/17 und 2017/18 wurde Pala an Çaykur Rizespor verliehen. Pala wurde bis zum Sommer 2018 an İnegölspor, Van BB und Ankara Adliyespor verliehen. Sein Vertrag mit Galatasaray lief am 31. Mai 2018 aus und wurde nicht verlängert.

## Erfolge
Galatasaray Istanbul
- Türkischer Fußballpokal: 2015/16